# Гордієнко Олександр Сергійович

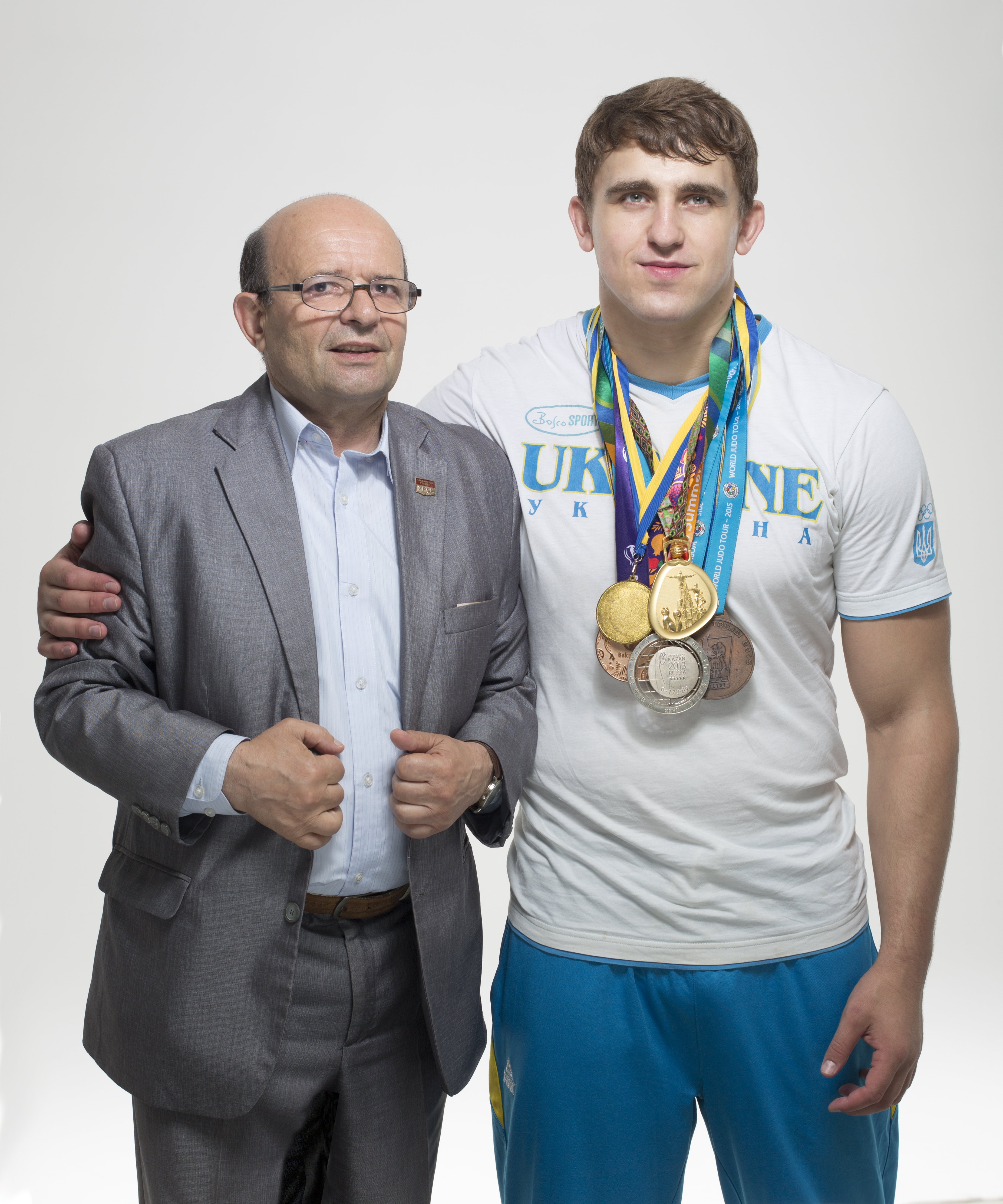
Олександр та його тренер — Чертов Іван Іванович.

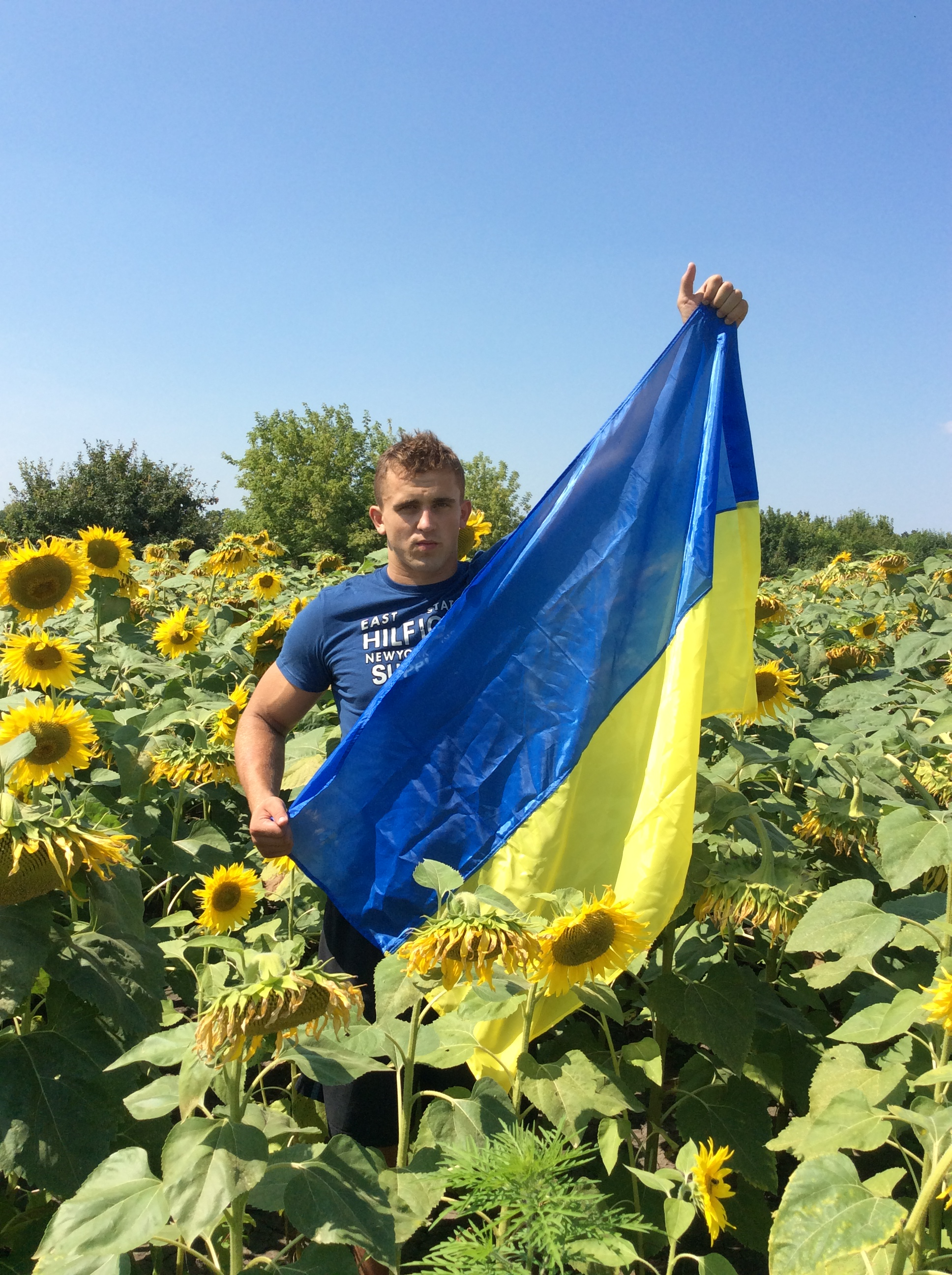

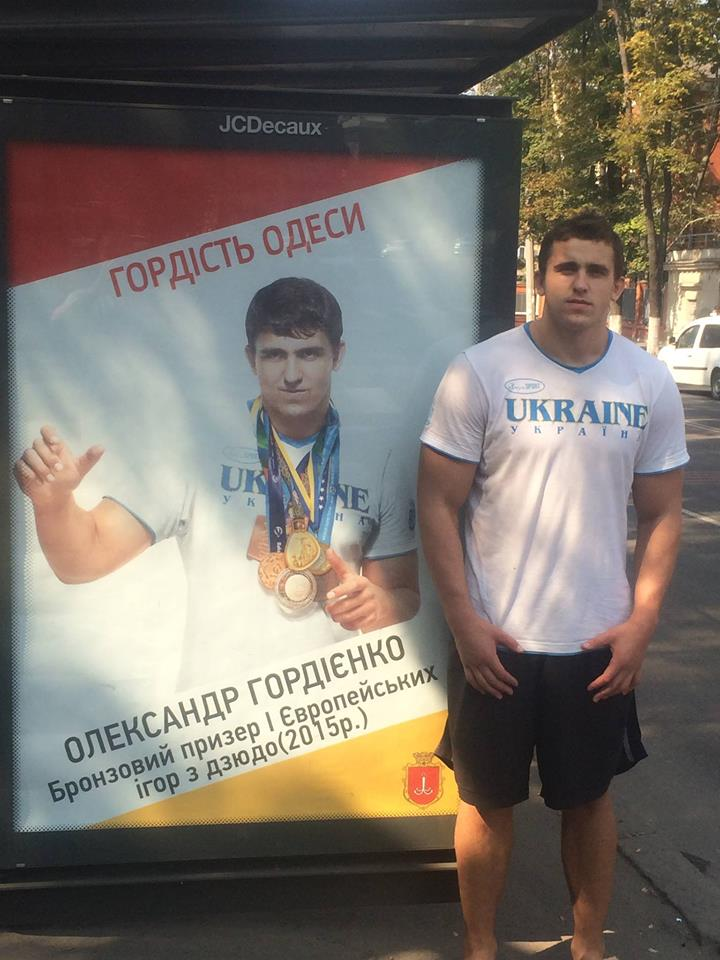
Олександра названо Гордістю Одеси!

Гордієнко Олександр Сергійович (нар. 21 січня 1991 у с.Петраківка, Черкаської обл.) — український дзюдоїст, кандидат юридичних наук, Заслужений майстер спорту України. Триразовий Чемпіон України (2013, 2014, 2015). Багаторазовий чемпіон, срібний та бронзовий призер етапів Кубку світу з дзюдо. Бронзовий призер I Європейських Олімпійських ігор у Баку 2015 (команда).

## З життєпису
Тренер — Чертов Іван Іванович (заслужений тренер СРСР з дзюдо).
У 2008 закінчив Петраківський НВК із золотою медаллю. Після п'яти років навчання, з двома червоними дипломами (бакалавра та магістра), 2013 року закінчив Національний Університет «Одеська юридична академія». У 2016 році, після закінчення аспірантури НУ «ОЮА», захистив кандидатську дисертацію на тему «Поняття і види конкретизації в українському праві» під керівництвом Юрія Миколайовича Оборотова.
У 2010 почав займатись дзюдо, а у 2011 став бронзовим призером молодіжного Чемпіонату України. Вже згодом став Чемпіоном України тричі поспіль (вагова категорія +100кг). За результатами кваліфікації на Літні Олімпійські Ігри 2016 отримав ліцензію, проте киянин Яків Хаммо здобув більш високе місце у рейтингу та рішенням НОК саме він представляв Україну в Ріо-де-Жанейро.
Чемпіон України з самбо 2012 серед молоді й Чемпіон України з самбо 2013 серед дорослих. У 2016 Олександр здобув перемогу на Кубку України з самбо, чим гарантував собі участь на Чемпіонаті світу, де вигравши перші 3 зустрічі дійшов до півфіналу, але через травму не зміг продовжити змагання та зайняв 5 місце.
У 2013 виграв Чемпіонат України з боротьби на поясах та завоював срібну медаль XXVII Всесвітньої літньої Універсіади.
2013 став для Олександра успішним також і в сумо. Спочатку він здобув титул Чемпіона України (вагова категорія до 115кг), згодом став абсолютним Чемпіоном Європи, а його суперником в фіналі був Алан Караєв. Фінальним аккордом стала золота медаль IX Всесвітніх ігор з не олімпійських видів спорту.
21 січня 2018 року український дзюдоїст Олександр Гордієнко посів перше місце на Tunis Grand Prix у ваговій категорії понад 100 кг. Гордієнко здобув свою четверту в кар'єрі медаль турнірів серії Гран-прі і першу золоту.
Зріст — 203 см, Вага —135 кг.
За великі досягнення у спорті Сергій Васильович Ківалов нагородив Олександра орденом Національного Університету «Одеська юридична академія» III ступеня, а Президент України вручив йому орден Данила Галицького.